# Kimball (Nebraska)
Kimball és una població dels Estats Units a l'estat de Nebraska. Segons el cens del 2000 tenia 2.559 habitants.

## Demografia
Segons el cens del 2000, Kimball tenia 2.559 habitants, 1.110 habitatges, i 700 famílies. La densitat de població era de 641,6 habitants per km².
Dels 1.110 habitatges en un 25,4% hi vivien nens de menys de 18 anys, en un 51,8% hi vivien parelles casades, en un 8% dones solteres, i en un 36,9% no eren unitats familiars. En el 33,7% dels habitatges hi vivien persones soles el 18% de les quals corresponia a persones de 65 anys o més que vivien soles. El nombre mitjà de persones vivint en cada habitatge era de 2,25 i el nombre mitjà de persones que vivien en cada família era de 2,84.
Per edats la població es repartia de la següent manera: un 24,1% tenia menys de 18 anys, un 6,1% entre 18 i 24, un 23,1% entre 25 i 44, un 23,3% de 45 a 60 i un 23,4% 65 anys o més.
L'edat mediana era de 43 anys. Per cada 100 dones de 18 o més anys hi havia 86,4 homes.
La renda mediana per habitatge era de 29.984 $ i la renda mediana per família de 37.273 $. Els homes tenien una renda mediana de 29.222 $ mentre que les dones 18.198 $. La renda per capita de la població era de 18.762 $. Aproximadament el 7,9% de les famílies i el 10,2% de la població estaven per davall del llindar de pobresa.

## Poblacions més properes
El següent diagrama mostra les poblacions més properes.